# Nina (cantant)
Nina és el nom artístic d'Anna Maria Agustí i Flores (Barcelona, 1 d'octubre de 1966), cantant i actriu barcelonina, tot i que lloretenca d'adopció.

## Trajectòria artística
Començà de molt jove, emparada per Xavier Cugat i com a hostessa del programa de TVE Un, dos, tres. El 1983 cantava amb l'orquestra Janio Marti. El 1989 va representar Espanya al Festival d'Eurovisió, a Lausana, interpretant el tema Nacida para amar. Va quedar en sisena posició amb 88 punts.
Al llarg dels anys noranta del segle xx es va fer molt popular a Catalunya gràcies a les seues intervencions televisives (interpretà un dels personatges principals del serial de TV3 Nissaga de poder), i participa en diversos muntatges teatrals, bàsicament musicals (Cabaret, Casem-nos una mica, T'odio amor meu, Company…).
L'any 1995 publica un àlbum en català (ja n'havia enregistrat dos en castellà anys enrere): Començar de zero (inclou temes clàssics, versions dels Eagles, cançons originals escrites per Lluís Gavaldà d'Els Pets i una versió del poema de Miquel Martí i Pol «No demano gran cosa»). De 1995 a 1997 va intervenir a les sèries Pedralbes Centre, Nissaga de poder, a TV3, i a Entre naranjos, a TVE. El 1998 presenta un espectacle (també recollit en CD) titulat Corre, corre, diva, on interpreta temes molt diversos en idiomes diferents (entre ells, alguns del repertori de Joséphine Baker i Édith Piaf en francès).
El 1999, a l'àlbum produït per TV3 Coblafusió, interpreta una versió de la cançó de Joan Ollé i Ramon Muntaner La plaça del diamant amb un arranjament per a cobla. El mateix any, presenta (i hi interpreta temes molt diversos) el programa de TV3 Cent anys de cançons. El 2001 es fa molt popular a tot l'Estat espanyol en ser seleccionada com a directora del concurs musical Operación Triunfo, que va tenir un gran èxit d'audiència. El seu paper com a directora de l'Acadèmia musical va durar dues edicions més.
El 2005 celebrà els seus vint anys de trajectòria artística amb l'espectacle dirigit per Andreu Buenafuente 20 anys i una nit editat en CD-DVD amb una selecció de cançons de tota la seva carrera. Nina és una gran amant de les cançons de Joan Manuel Serrat i de Lluís Llach i al disc 20 anys i una nit (2005) els va fer un petit homenatge conjunt amb un tema anomenat Mix Llach-Serrat, amb cançons entrellaçades d'ambdós cantautors.
El 2007 participa en el triple disc col·lectiu d'homenatge a Joan Manuel Serrat, de títol Per al meu amic Serrat (Discmedi, 2007), en què canta la cançó «Fins que cal dir-se adéu», del seu disc Quan somniïs fes-ho en mi (2002) havia cantat Paraules d'amor, en aquest mateix disc Nina va cantar també el tema Amor particular de Lluís Llach. El mateix any participa en el musical Mamma Mia! amb cançons del grup suec ABBA, presentat a Madrid i Barcelona els anys 2007 i 2008, i és la presentadora a TV3 del programa Mania que cada setmana tracta un tema, un grup o un estil musical (Abbamania, Discomania, Cinemania i d'altres). L'any 2009 forma part de la banda sonora de la pel·lícula Cher ami, composta per Manel Gil i interpretada per l'Orquestra Simfònica de Bratislava. Participa en el programa de TV3 Buscant La Trinca (2010).
El 2011 va tornar com a directora de l'Acadèmia del programa de televisió Operación Triunfo de Telecinco, a més el 2011 la discogràfica Picap edita el disc A prop del mar que Nina enregistra amb el grup d'havaneres Port Bo. Des d'octubre de 2011 i el 2012 presenta en diferents teatres un espectacle amb l'Orquestra de Cadaqués: De Broadway al Paral·lel, en el qual repassen clàssics de musicals estatunidencs i també catalans.
El 2013, Nina participa en el quart disc de La Simfònica de Cobla i Corda de Catalunya amb un repertori integrat per les bandes sonores més emblemàtiques del cinema del segle xx, amb la col·laboració del cantant Cris Juanico i del saxofonista Pep Poblet, la cobla La Principal de la Bisbal i la Jove Orquestra de les Comarques Gironines, el disc porta per títol Llegendes del cinema, presentant-se en directe el 19 d'abril de 2013 a l'Auditori Unnim de Terrassa. També el 2013, Nina celebra 30 anys de carrera musical amb l'espectacle Nina. 30 anys acompanyada per la GiOrquestra i que s'estrena el 18 de maig de 2013 a l'Auditori de Girona El novembre de 2013 va publicar el llibre Amb veu pròpia, un homenatge a la veu i a l'ofici de cantar.
L'any 2014, torna als escenaris protagonitzant el musical de Clara Peya i David Pintó Mares i filles juntament amb Mariona Castillo. Set anys més tard de l'última funció de Mamma Mia!, l'any 2015 Nina remprèn de nou el musical convertint-se en l'actriu que més vegades ha representat el paper de Donna.
Està previst que l'estiu de 2022 presenti la segona temporada del programa musical de TV3 A2Veus.

## Discografia
- Una mujer como yo (1989)
- Rompe el tiempo (1990)
- Començar de zero (1995)
- Corre, corre Diva (1998)
- Espai pel somni (2000)
- Stephen Sondheim (2001)
- Quan somniïs fes-ho en mi (2002)
- 20 anys i una nit (2005)
- Bàsic (2007)
- A prop del mar - Nina amb el grup d'havaneres Port Bo (2011)
- Llegendes del cinema - amb La Simfònica de Cobla i Corda de Catalunya, la veu de Cris Juanico i el saxofonista Pep Poblet. (2013)
- Mares i filles (2015)[12]